# Nowy Karolew
Nowy Karolew – wieś w Polsce, położona w województwie wielkopolskim, w powiecie kaliskim, w gminie Koźminek.
| SIMC    | Nazwa   | Rodzaj    |
| ------- | ------- | --------- |
| 0201247 | Raszawy | część wsi |

W latach 1975–1998 miejscowość administracyjnie należała do województwa kaliskiego.